# ホセ・ルイス・デ・デラス
ホセ・ルイス・デ・デラス（José Luis de Delás、1928年 - 2018年9月21日）は、スペインの現代音楽の作曲家。

## 略歴
母国で音楽教育を受けた後、程なくしてダルムシュタット現代音楽講習会に参加。後にはケルンの集中講座でカールハインツ・シュトックハウゼンに師事した頃より、頭角を現して「スペイン初の現代音楽作曲家」という評価がドイツで確立した。その後ユトレヒトで電子音楽を研究。1992年には、Musik-Konzepteの一員にも選ばれたことなどにより、主にヨーロッパで評価の高い作曲家である。2009年現在も創作活動は続けており、スペインの長老としてのポジションは不動のものである。現在はアウトゥロ・タマヨの質の高い録音でオーケストラ曲が残されたり、著名なスペイン人の弟子も多い。定期的に彼を称えるシンポジウムやコンサートが開かれており、2017年3月にも新たに開催された。

## 作風
1960年代、素材の間に挟みこまれる沈黙はタブーの存在であったが、彼は積極的にそれを導入し、ハープやピアノの小品においても「聞こえるか聞こえないかの音色が沈黙に飲み込まれる」個性を確立したことで、当時から異端の存在であった。音色が常に希薄なために、構成感を読み取れることが無いのも大きな特徴である。1990年代以後、メロディアスな断片なども時折挟み込まれるが、基本的なムードは変わっていない。多くのスペインの作曲家が前衛の停滞以後ほぼポストモダンの潮流に捕まってしまった現在ですら、未聴感を追究し続ける不屈の境地にいる。この点、同世代の湯浅譲二やローラント・カインとも共通項が多い。

## 主要作品
- Borders (1964)
- Imago (1965)
- Noticia (1967)
- Eilanden (1967)
- Nubes (1968)
- Episoden des Tages und der Nacht (1970)
- Outremer clair et foncé (1971)
- Cinco sellos (1972)
- Concetti (Conceptos) (1975)
- Conjuntos (1976)
- Denkbild kurze Schatten (1977)
- Relatos (1979)
- Les paroles et l’air (1985)
- Símbolos del sonar (1990)
- Al sonoro cristal, al cristal mudo (1994)
- Textos (1996)
- Umbra vitae (1998)
- Quadrant é Cel (2005)